# Эпштейн, Ефим Моисеевич
Ефи́м (Ехи́ель) Моисе́евич Эпште́йн (1857 — 8 ноября 1939, Париж) — русский экономист и экономикоисторик, публицист, финансист. Автор трудов по истории денежного обращения, банковского и биржевого дела в России и других странах, переводчик, редактор, купец второй гильдии (1912).
Директор банкирского дома «Братья Джамгаровы» в Москве (1890-е годы), директор московского отделения Петербургского международного коммерческого банка (1900-е годы), член правления Азовско-Донского банка в Петербурге (1910-е годы). Преподавал в Петербургском и Московском коммерческих институтах. Потомственный почётный гражданин (1900).

## Биография
Родился в 1857 (по другим источникам, в 1858) году, в семье купца первой гильдии Моисея Тимофеевича Эпштейна (1832—?), перебравшегося из Таганрога в Москву и в 1879 году открывшего на Арбате механическое заведение «М. Т. Эпштейн с сыновьями». В деле участвовали оба его сына — Тимофей и Ефим. Отец владел домами № 12, 14 и 16 в Хлебном переулке, а также домами в других районах Москвы. Уже к 1885 году фирма значилась как торговый дом первой гильдии и товарищество, занимавшееся полными подрядами.
Научной деятельностью начал заниматься в 1880-х годах, публикуя очерки о банках и денежном обращении, а также рецензии на литературу по банковской тематике в «Юридическом вестнике». В 1895 году отдельной книгой вышли печатавшиеся в «Юридическом вестнике» статьи о денежном обращении — «Бумажные деньги в Италии, Австрии и Северо-Американских Соединённых Штатах». В 1901 году вышел его получивший широкую известность перевод книги Уолтера Бэджгота «Ломбардстрит», со статьёй самого Эпштейна «Депозитные банки в Англии и России».
Деловая карьера Е. М. Эпштейна началась в 1888 году, когда он начал работать главным бухгалтером Московско-Рязанского Торгового банка, основанного в 1872 году в Рязани Л. С. Поляковым и переведённого в 1885 году в Москву. С 1893 года работал в московском банкирском доме «Братья Джамгаровы», который специализировался на операциях с ценными бумагами, в первую очередь с железнодорожными и ипотечными, на обмене валюты, оплате купонов (процентов) по некоторым облигациям, страховании от тиража погашения билетов внутренних с выигрышами займов, участвовал в синдикатах по выпуску на рынок ценных бумаг, возглавляемых крупными банками. Сохранилась его деловая переписка этого времени с Адольфом Ротштейном, директором и главным распорядителем Петербургского международного коммерческого банка; Е. М. Эпштейн стал доверенным лицом последнего в Москве не позднее 1893 года. В середине 1890-х годов Е. М. Эпштейн становится директором банкирского дома «Братья Джамгаровы», через который до 1897 года велись все дела Петербургского международного коммерческого банка в Москве. К середине 1890-х годов он также начал самостоятельно скупать крупные пакеты акций.
С января 1898 года — товарищ директора в московском отделении Петербургского Международного коммерческого банка, с конца 1898 года до 1909 года — директор этого отделения. Одновременно, в 1899—1905 годах — директор московского отделения Русско-Китайского банка. Как представитель банка с 1899 года входил в совет Московского товарищества резиновой мануфактуры (его старший брат Тимофей уже в 1898 году был директором правления этого товарищества) и в правление Акционерного общества текстильно-красильного предприятия Болшевской мануфактуры. В это время Е. М. Эпштейн проживал в доме Шаблыкиных в Мамоновском переулке, а с 1905 года — в доме Сегаловых на Арбатской площади.
В 1900-х годах начал преподавательскую карьеру. Начиная с 1908 года вёл курс по теории банковского дела в Коммерческом институте московского общества распространения коммерческого образования, основанном годом ранее. Курс «Банковское дело и банковская политика» читался для студентов третьего года и состоял из трёх частей: банки краткосрочного кредита, банковая политика и биржи. Лекции по этому курсу были опубликованы отдельным изданием — «Банковое дело: Лекции, читанные в Московском коммерческом институте в 1909/10 акад. г» (4 издания, 1910—1917). В 1912 году он написал предисловие к работе «Коммерческие банки и их торгово-комиссионные операции» З. С. Каценеленбаума, в 1914 году стал редактором и автором предисловия к русскому изданию учебника банковского дела Бруно Бухвальда.
В 1910 году Е. М. Эпштейн стал членом правления Азовско-Донского коммерческого банка — одного из ведущих универсальных банков в стране, в 1911—1912 годах он уже был директором московского отделения этого банка. В 1913 году переехал в Петербург, где был назначен членом правления Азовско-Донского банка (занимал эту должность вплоть до национализации банка в декабре 1917 года). Здесь же помощником присяжного поверенного служил его сын Самуил. С 1913 года возглавлял правление Акционерного общества Северных бумажной и целлюлозной фабрик, входил в совет Киевского Частного коммерческого банка и в администрацию товарищества «С. М. Шабишев и К». Занимался биржевой деятельностью. В 1913 году вышла его монография «Эмиссионные и кредитные банки в новейшей эволюции народного хозяйства». В 1914 году личное состояние Е. М. Эпштейна оценивалось в 2 миллиона рублей.
В 1914—1917 годах преподавал в Петербургском институте высших коммерческих знаний (с июня 1917 года — Петроградский коммерческий институт), состоял членом его попечительского совета. Семья жила на Каменноостровском проспекте, № 63. В 1916 году Е. М. Эпштейн принял участие в работе Комитета Съездов представителей акционерных коммерческих банков, в июне того же года был избран членом Комитета съездов от петроградских банков, а в мае 1917 года стал товарищем председателя комитета.
Национализация петроградских банков началась 14 декабря 1917 года с ареста пяти директоров городских банков, в том числе Е. М. Эпштейна. После двух дней в Петропавловской крепости он был освобождён под залог в 1 миллион рублей. В апреле 1918 года участвовал в работе Комиссии банковских специалистов при Госбанке по разработке планов национализации банков и вопросов кредитной политики. Как представитель петроградских банков участвовал также в работе коллегии по ликвидации частных банков. В 1919 году он с семьёй, разорившись, покинул Россию и обосновался во Франции. С зимы 1920 года Эпштейны проживали в Париже, в квартире на авеню Виктора-Эммануила III. Е. М. Эпштейн принимал участие в двух общественных эмигрантских организациях — в Комитете банков (1919) и Объединении деятелей русского финансового ведомства (1922). В 1925 году на французском языке вышла его монография по истории коммерческих банков в России («Les Banques de commerce russes», русское издание «Российские коммерческие банки (1864—1914 гг.): Роль в экономическом развитии России и их национализация» — вышло только в 2011 году) и в 1936 году его последняя работа «La Circulation monétaire et les banques de dépot» (Денежное обращение и депозитные банки). Член правления Русского коммерческого института в Париже (1931), в котором вёл педагогическую деятельность в последние годы жизни.
Труды Е. М. Эпштейна оказали большое влияние на исследования истории банков и финансов в СССР, будучи введёнными в научный оборот в 1948 году крупным советским экономикоисториком И. Ф. Гиндиным, который, однако, критиковал антибольшевистскую позицию автора.

## Публикации

### Монографии
- Бумажные деньги в Италии, Австрии и Северо-Американских Соединённых Штатах. — М.: Университетская типография, 1895. — 168 с.
- Банковое дело: лекции, читанные в Московском Коммерческом Институте в 1908/9 акад. году. — М., 1910. — 410 с.
- Банковое дело: Лекции, читанные в Московском коммерческом институте в 1909/10 акад. г. 3-е издание. — М.: Типолитография Н. А. Яшкина, 1913. — 366 с.; 4-е издание — М.: Издательство книжного магазина «Высшая школа», 1917. — 364 с.
- Эмиссионные и кредитные банки в новейшей эволюции народного хозяйства. — СПб: Типография А. Г. Розена, 1913. — 76 с.
- E. Epstein. Les banques de commerce russes, leur rôle dans l’évolution économique de la Russie, leur nationalisation. Paris: Giard, 1925. — 127 p.
- E. Epstein. La Circulation monétaire et les banques de dépot. Paris: Recueil Sirey, 1936. — 123 p.
- Российские коммерческие банки (1864—1914). Роль в экономическом развитии России и их национализация. / Перевод с французского М. А. Елистратова. — М.: РОССПЭН, 2011. — 135 с.

### Статьи
- К вопросу о банках краткосрочного кредита // Юридический вестник. 1886. № 2. С. 338—348.
- Шарапов. Почему Лодзь и Сосновицы побеждают Москву? Публичная лекция, читанная в г. Иваново-Вознесенске. — М., 1886 // Юридический вестник. 1886. № 10. С. 413—416.
- Бумажные деньги и восстановление валюты в Италии // Юридический вестник. 1886. № 12. С. 667—694.
- Бумажные деньги в Австрии // Юридический вестник. 1888. № 2. С. 256—276.
- Бумажные деньги в Северо-Американских Соединённых Штатах // Юридический вестник. 1890. № 9. С. 51—76.
- По вопросу о регулировании ценности русского бумажного рубля // Юридический вестник. 1898. № 10. С. 304—311.

### Прочее
- Вальтер Бэджгот. Ломбардстрит: критическое исследование об организации и деятельности английского денежного рынка. / Перевод с английского изд. 1896 г. и статья «Депозитные банки в Англии и России» Е. Эпштейна. — СПб: Типо-литография А. Е. Ландау, 1902. — 127 с.
- З. С. Каценеленбаум. Коммерческие банки и их торгово-комиссионные операции. С предисловием Е. М. Эпштейна. — М.: «Правоведение» И. К. Голубева, 1912. — 162 с.
- Бруно Бухвальд. Техника банкового дела: Справочная книга и руководство к изучению практики банковых и биржевых операций. / Перевод с немецкого издания и дополнения Я. Ф. Каган-Шабшай. Под редакцией и с предисловием Е. М. Эпштейна. — М.: Мир, 1914. — 627 с.

## Семья
- Жена — Елизавета Самуиловна Эпштейн.
  - Сыновья — Самуил Ефимович Эпштейн (7 ноября 1887, Москва — не ранее 24 июля 1942, Освенцим), юрист, член правления Азовско-Донского коммерческого банка, директор Общества Северной бумажной целлюлозной фабрики, в эмиграции — кинопродюсер на студии «Les Studios Pathé-Albatros de Montreuil»; погиб в депортации[5][6]. Другой сын, Михаил Ефимович Эпштейн (30 октября 1896, Москва — 11 ноября 1942, Освенцим), инженер-электрик и физик, с 1925 года служил в парижском Банке северных стран (фр. Banque de Pays du Nord), в котором контрольный пакет акций принадлжал Азовско-Донскому банку, где служил его отец; с 1926 года был женат на французской писательнице Ирэн Немировской (оба были депортированы и погибли в Освенциме)[7]. Третий сын — Павел Ефимович Эпштейн (1900—1942), работал в Banque Lazard. У Е. М. Эпштейна была также дочь София (1895—1942)[8]. Все дети погибли во время немецкой оккупации Франции.
- Брат — Тимофей Моисеевич Эпштейн (1850—?), потомственный почётный гражданин, с 1898 года — директор правления Московского товарищества резиновой мануфактуры. Племянница — Раиса Тимофеевна Адлер, деятель феминистского и социалистического движения в Австрии, с 1897 года — жена психоаналитика Альфреда Адлера.